# UniMás
UniMás (estilizado como UniMÁS; previamente Telefutura) es una cadena de televisión abierta estadounidense de habla hispana, propiedad de TelevisaUnivision. La programación de la cadena, que está dirigida a hispanos en Estados Unidos en el rango de edad de 18 a 34 años, incluye telenovelas y otras series dramáticas serializadas, deportes, comedias de situación, reposiciones de series importadas transmitidas anteriormente en la cadena matriz Univision, series de telerrealidad y variedades, y largometrajes estrenados en cines (que consisten principalmente en versiones dobladas al español de estrenos de películas estadounidenses).
La cadena opera desde la sede de Univision en el sur de Florida, (en el suburbio de Doral, Florida, en Miami). Desde su lanzamiento, la cadena ha logrado avances importantes en la audiencia general y demográfica, ubicándose eventualmente como la segunda cadena de televisión en español con mayor audiencia en franjas horarias clave,detrás de la cadena hermana Univisión, en 2012.
UniMás está disponible en televisión por cable y satélite en la mayor parte de los Estados Unidos, con estaciones locales en más de 40 mercados con grandes poblaciones hispanas y latinas. La mayoría de estas estaciones son de paso para la programación principal de la red y ofrecen programación local exclusiva limitada o nula. El director de operaciones de Univision Communications, Randy Falco, ha supervisado las operaciones de la cadena desde su nombramiento en el cargo por parte de la compañía el 29 de junio de 2011.

## Historia

### Orígenes
La red tiene sus orígenes en la adquisición por parte de Barry Diller en noviembre de 1995 de Home Shopping Network y su brazo de transmisión Silver King Communications, que poseía estaciones de televisión afiliadas a HSN en varios mercados de medios más importantes. En junio de 1998, la renombrada USA Broadcasting (que se había fusionado con USA Networks, propiedad de Diller en 1997) lanzó un formato de estación independiente personalizado, "CityVision", que infundía programación sindicada, incluidas algunas producidas por la unidad de producción hermana Studios USA que también se transmitió a nivel nacional en USA Network, con una cantidad limitada de programas de revistas y entretenimiento local (que recuerdan el formato utilizado por CITY-TV en Toronto y, más prominentemente, sus estaciones de copropiedad que se convirtieron en medios charter de Citytv, cuando CHUM Limited amplió el formato a otros mercados canadienses como sistema de televisión en 2002). El medio de Miami de EE. UU., WYHS-TV, sirvió como estación de prueba para el formato, desafiliándose de HSN y convirtiéndose en un medio de entretenimiento general con las nuevas siglas WAMI-TV.
En septiembre de 2000, USA Broadcasting había ampliado el formato de entretenimiento "CityVision" a tres de sus otros trece medios HSN, y algunas de las estaciones adoptaron letras de identificación que hacían referencia a apodos comunes para sus ciudades de origen: WHOT-TV (ahora WUVG-DT) en Atlanta, KSTR-TV en Dallas – Fort Worth y WHUB-TV (ahora WUTF-DT) en Boston. Antes de que el grupo pudiera llevar a cabo las conversiones propuestas de sus otras estaciones en estaciones independientes, USA Networks anunció que vendería su grupo de estaciones de televisión en el verano de 2000, para centrarse en su canal de cable y propiedades de producción de televisión. Entre los posibles compradores del grupo de trece estaciones se encontraban The Walt Disney Company (que habría creado duopolios con estaciones de propiedad y la operación de ABC en Nueva York, Los Ángeles, Chicago y Houston) y Univision Communications (que habría creado duopolios con estaciones propiedad y operadas por Univision en esas mismas cuatro ciudades); este último compró las estaciones de USA Broadcasting por 1.100 millones de dólares el 7 de diciembre de 2000 y la venta finalizó el 21 de mayo de 2001.

### TeleFutura

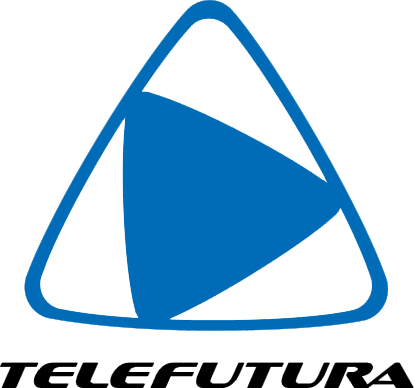
Logotipo original de la cadena como Telefutura, utilizado del 14 de enero de 2002 al 6 de enero de 2013.

El 15 de mayo de 2001, durante la presentación inicial de Univision, Univision Communications anunció sus intenciones de formar una cadena de televisión secundaria, entonces anónima, que competiría con Univision, Telemundo y la recientemente lanzada Azteca América. Los planes organizativos para la cadena exigían que las antiguas estaciones USA Broadcasting recientemente adquiridas sirvieran como núcleos de esta, y su programación estuviera dirigida a latinos bilingües con preferencia por ver programas de televisión en inglés, así como a hombres adultos jóvenes de entre 18 y 34 años que rara vez ven televisión en español que no sean eventos deportivos; los ejecutivos de Univision esperaban que la cadena llegara al 80% de todos los hogares hispanos y latinos en Estados Unidos que poseen al menos un televisor para el momento de su lanzamiento. Aunque Univision mantuvo una participación de mercado dominante entre las cadenas de televisión en español de Estados Unidos (con una participación del 83% de los espectadores latinos durante el horario de máxima audiencia en ese momento), los ejecutivos de Univision Communications no creían que una segunda cadena resultaría en una canibalización de la cuota de mercado de la cadena insignia.
El 31 de julio de 2001, Univision anunció que TeleFutura sería el nombre de la nueva cadena, con el presidente y director ejecutivo de Univision Communications, A. Jerrold Perenchio, señaló que el nombre fue sugerido en parte por dos empleados corporativos para "representar [...] el futuro de la televisión en español". Univision continuó operando las nueve afiliadas de HSN y cuatro estaciones independientes (una de las cuales recuperó su afiliación con HSN a principios de ese año) como medios en inglés durante varios meses después de la compra de USA Broadcasting.
TeleFutura se lanzó formalmente a las 7:00 p. m. (hora del este) el 14 de enero de 2002, debutando inicialmente en 18 estaciones propiedad de Univision (que consisten en doce antiguas estaciones de USA Broadcasting; una estación adicional, WQHS-TV en Cleveland, se convirtió en una estación de propiedad y operación de la cadena matriz Univision; la cual luego llevaría UniMás en un subcanal) – y otras seis que Univision Communications adquirió después) y 24 afiliadas propiedad de otras compañías. La programación inicial de la cadena, que fue contraprogramada para ofrecer programas distintos que no compiten directamente con los programas transmitidos por Univision, incluía Escándalo TV (el programa originalmente se tituló Escándalo en el Medio Día, antes de ser cambiado debido a la existencia de un programa mexicano con un título similar producido por Televisa), un programa de chismes y entretenimiento de tres horas diseñado para competir con revistas de noticias similares como Cotorreando de Telemundo (y que se emitió en la cadena hasta octubre de 2011); y el programa de entrevistas diurno Monica
El resto de la programación de TeleFutura consistió en telenovelas importadas de productoras latinoamericanas con las que Univision mantenía acuerdos de programación, incluidas Televisa, Venevisión, Coral Productions, RCTV, RCN y Rede Globo, que se transmitían únicamente en las tardes de los días laborables en su lanzamiento. Las noches y los fines de semana consistían principalmente en largometrajes, consistiendo exclusivamente en versiones dobladas al español de estrenos estadounidenses a partir de los años 1980, como parte de las exhibiciones generales "CinePlex" (para películas diurnas, generalmente las que se transmiten los fines de semana), "CinEscape" (para películas nocturnas), "Cine Especial" (para presentaciones especiales de películas) o "Cine de las Estrellas" (para películas en horario de máxima audiencia). La cadena también presentó noticias y actualizaciones deportivas durante el horario de máxima audiencia, así como varios programas y eventos deportivos, incluido Contacto Deportivo, un programa de noticias deportivas de una hora de duración entre semana; combates de boxeo semanales los viernes por la noche; y partidos de fútbol de la Liga MX las tardes de los fines de semana.
El 27 de junio de 2006, Univision Communications fue adquirida por Broadcasting Media Partners Inc., un consorcio de empresas de inversión liderado por el Saban Capital Group, propiedad de Haim Saban (que anteriormente había sido propietario de Saban Entertainment hasta su venta a The Walt Disney Company en junio de 2001), como parte de la venta de Fox Family Worldwide por parte de News Corporation), TPG Capital, L.P., Providence Equity Partners, Madison Dearborn Partners y Thomas H. Lee Partners, por 12.300 millones de dólares (aumentando a 13.700 millones de dólares o 36,25 dólares por acción al cierre de la venta), más la asunción de 1.400 millones de dólares en deuda. La venta recibió la aprobación federal y se consumó formalmente el 27 de marzo de 2007.
Durante el período de sweeps de febrero de 2007, según Nielsen Media Research, TeleFutura logró avances significativos en audiencia a expensas de Telemundo, a la que superó en el segundo lugar entre las principales cadenas en español en la demografía clave de adultos de 18-34, hombres de 18–34 y hombres de 18–49.El 26 de febrero de 2010, TeleFutura se ubicó una vez más como la segunda cadena en español con mayor rating en los Estados Unidos y obtuvo sus ratings más altos en un especial de entretenimiento en la historia de la cadena, con el final del reality de competencia Buscando La Doble de Selena, que atrajo a 1,9 millones de espectadores en total. TeleFutura terminó 2012 como la cadena de transmisión más joven con una edad promedio de 36 años y terminó el año con un promedio de 642.000 espectadores totales de 2 años en adelante. También se ubicó como la segunda cadena en español mejor calificada en 2012 en franjas horarias clave entre adultos de 18 a 49 y adultos de 18 a 34.

### UniMás

Primer logo de UniMás, usado desde el 7 de enero de 2013, al 31 de octubre de 2021.

El 3 de diciembre de 2012, Univision Communications anunció que relanzaría TeleFutura como UniMás, para subrayar sus vínculos con su cadena matriz Univision, con una programación reenfocada para atraer más a los hombres latinos entre las edades de 12 y 35 años. La cadena renovada presentaría programación importada de México y Colombia de Televisa, Caracol Televisión y RTI Colombia (los dos últimos compiten con RCN en el mercado nacional colombiano), que habían mantenido acuerdos de programación y producción de larga data con su rival Telemundo, a través de contratos firmados meses antes del relanzamiento, también aumentaría su dependencia del contenido deportivo para su programación de fin de semana.
El nuevo logotipo y la identidad de marca, que debutó al aire a las 5:00 a. m. CST el 7 de enero de 2013 (exactamente una semana antes del 11.º aniversario de la cadena), se crearon en colaboración con la firma de marca Troika Design Group. Como parte de la campaña para anunciar el lanzamiento, Univision Communications lanzó una extensa campaña publicitaria para UniMás que incluyó anuncios promocionales, anuncios digitales, anuncios impresos y publicidad exterior en Nueva York, Los Ángeles y Miami. El horario estelar de la cadena fue renovado para presentar varias series dramáticas nuevas con un formato más crudo que las telenovelas de temática romántica producidas por Televisa que se transmiten por Univision para atraer a los espectadores masculinos, incluida la adaptación colombiana de Breaking Bad, Metástasis; los dramas policiales Hecho en Cartagena y ¿Quién Eres Tú?; y el drama sobre boxeo Cloroformo, que se incluyeron entre las ofertas iniciales de horario estelar de la cadena relanzada.
El 13 de mayo de 2019, UniMás reenfocó su estrategia de programación con el fin de apuntar a una audiencia más joven a la de su cadena matriz Univision, con enfoque en noticias, deportes, entretenimiento sin guion y reality shows, la mayoría de ellos transmitidos en vivo. Ese día, la estación agregó una edición anticipada de Noticiero Univision: Edición Nocturna a las 10 p. m., coincidiendo con la llegada a la transmisión de la locutora colombiana Patricia Janiot, copresentadora junto a Enrique Acevedo. El 31 de octubre de 2021, este cambio se completó con el lanzamiento de un nuevo logotipo denominativo e identidad de marca, diseñado, como en 2013, por el Troika Design Group, y un nuevo eslogan, Vívelo Todo.